# 青苗學界進步獎

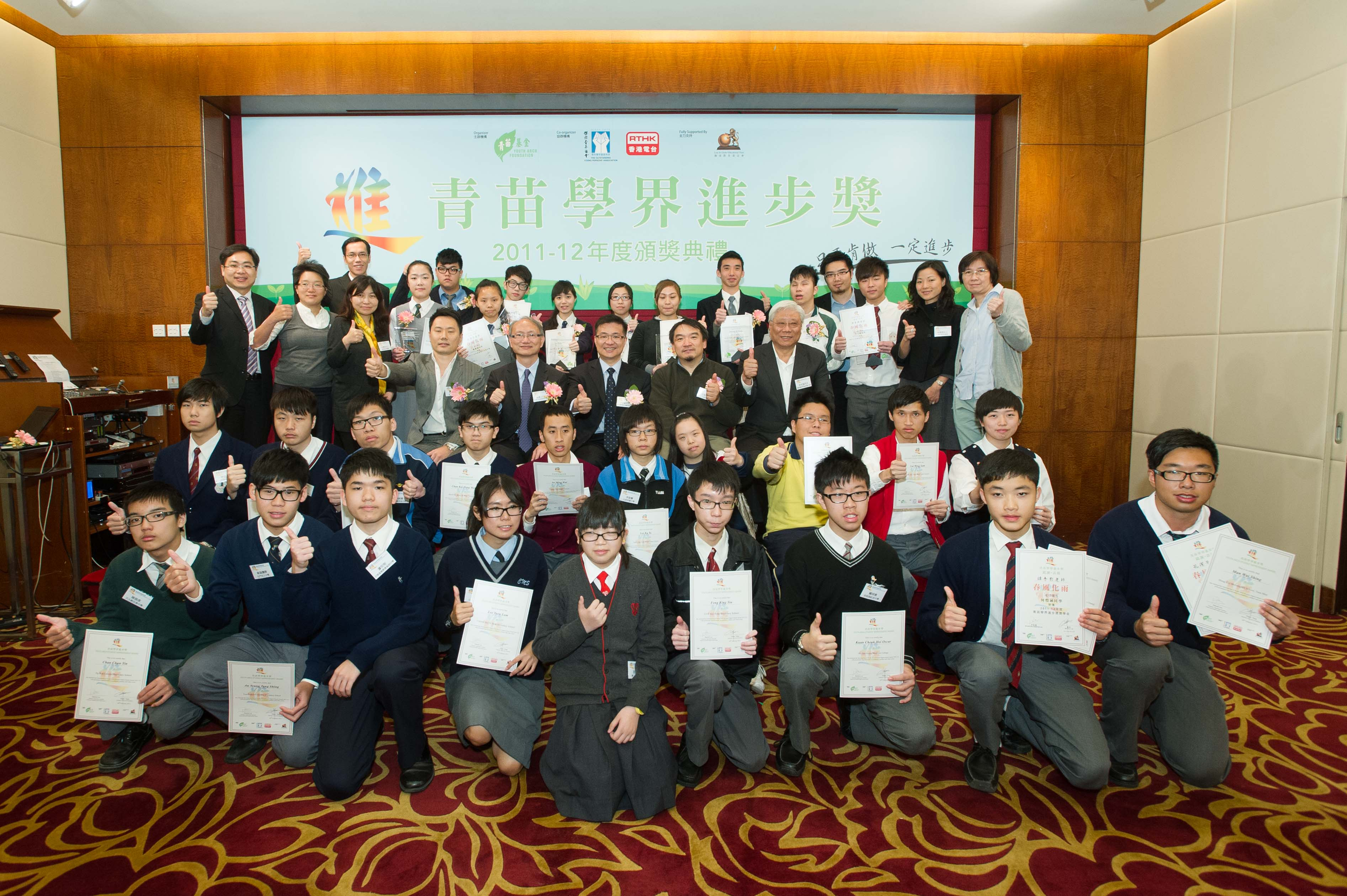
青苗學界進步獎 2011-12 頒獎禮

青苗學界進步獎（Youth Arch Student Improvement Award）是香港的一項嘉許中學生在學業或操行上有顯著進步而設的獎勵計劃。
「青苗學界進步獎」前名為「最佳進步獎」，在過去的二十年來，已嘉許了逾十萬名來自香港400多間中學的學生。計劃由獅球教育基金創立及主辦，並由傑出青年協會、香港中華煤氣有限公司、香港電台和多間機構協辦。青苗基金自2011年起接辦是項計劃，獅球教育基金繼續為主要贊助機構。

## 背景
獎勵計劃在1991年創立，激勵同學們在品德和學業上求取進步、建立自信，發揮個人潛能。所有在香港就讀中一至中六的學生均可獲提名。

## 獎項
- 所有獲提名的學生均會獲頒一份獎狀和紀念品作証明和留念。
- 在每間學校提名排第一位的學生中，按其成就和所獲的推薦選出30名，各頒「青苗學界進步獎獎學金」港幣1,000元。
- 從最前30名得獎者中再選出十人，頒「青苗十大進步獎」。得獎者將獲邀參加在暑假舉行的文化交流營。

## 活動
除了頒發獎狀，進步獎於早年一直舉辦音樂會形式的大型頒獎典禮， 希望進步生均能感受到社會各界知名人士對他們的鼓勵及支持。音樂會於2006年停辦後，青苗基金於上年度複辦。